# Есад Хасановић
Есад Хасановић (рођен 25. јануара 1985. у Новом Пазару) је професионални бициклиста и репрезентативац Србије. Тренутно вози у београдском Партизану, пошто је његов тим „Ћентри дела калцатура“ расформиран због одласка главног спонзора. Хасановић је 2008. године победио на трци Кооператива у Словачкој, док је ове године на Трофеју словеначке заједнице-ZŠDI у Италији био други. 2010. године је као члан профи тима „Партизан Србија“, победио на трци категорије 1.2 за светске бодове „Велика награда Москве“, воженој на чувеној олимпијској стази Крилатско у престоници Русије.

## Спортска биографија
Есад Хасановић започео је професионалну каријеру 2005. године возећи за Аероспејс Инжењеринг про екипу. У сезони 2006. прелази за амерички АЕГ Тошиба Џет-нетворк тим, са којим је 2007. године био најбољи млади такмичар, до 23 године на националном шампионару Србије. Освојио је бронзану медаљу у конкуренцији такмичара до 23 године на шампионату Балкана на такмичењу које је одржано 2008. године у Новом Пазару. 2009. године као репрезентативац Србије учествовао је у марту на 33. међународној трци „Трофеј словеначке заједнице“ и у јуну у дисциплини појединачни хронометар на Медитеранским играма у Пескари где је освојио 14. место са 2,42 минута заостатка у односу на победника, Италијана Адриана Малорија, светског и европског шампиона за возаче до 23 године 2008.